# 福島正勝
福島正勝（1665年7月27日－1696年5月9日）是江戶時代旗本。父親是福島左兵衛正長。福島正則的曾孫。弟弟是山名隆豐。兒子有正視。官位是從五位下伊豆守。

## 生平
在寬文5年6月15日（1665年7月27日）出生，家中長男。福島氏在福島正則死後，由正則的次男正利（祖父忠勝的弟弟）以旗本身份存續，不過正利在沒有嗣子的情況下死去，福島氏一時間斷絕。此時居住在京都，在天和元年（1681年）被召見，同年4月15日，謁見將軍德川綱吉。天和2年（1683年）12月23日，被賜予上總國長柄郡、夷隅郡內2千石，並列為寄合。元祿2年（1689年）10月15日，成為小姓組番頭。
在元祿9年4月9日（1696年5月9日）死去。享年33歲。法名是常空。墓所在京都市妙心寺塔頭海福院（由福島正則創立）。以後，福島氏以2千石旗本的身份由正視、正森（正視的婿養子）、正韶、正聖存續。